# Pistolero (álbum)
Pistolero es el segundo álbum de Frank Black and the Catholics, y el quinto en solitario de Frank Black, lanzado a la venta el 9 de marzo de 1999. La pruducción corre a cargo de Nick Vincent.

## Lista de canciones
1. "Bad Harmony"
2. "I Switched You"
3. "Western Star"
4. "Tiny Heart"
5. "You're Such a Wire"
6. "I Love Your Brain"
7. "Smoke Up"
8. "Billy Radcliffe"
9. "So Hard to Make Things Out"
10. "85 Weeks"
11. "I Think I'm Starting to Lose It"
12. "I Want Rock & Roll"
13. "Skeleton Man"
14. "So. Bay"
15. "Valley of Our Hope" - (Pista adicional en Japón)

## Personal
- Frank Black: voz, guitarra
- Scott Boutier: batería
- Rich Gilbert: guitarra principal
- David McCaffery: bajo, voz
- Billy Bowers: ingeniería